# Real World (romanzo)
Real World (リアルワールド?, Real World) è un romanzo della scrittrice giapponese Natsuo Kirino, pubblicato nel 2003. In Italia il libro è uscito nel 2009 edito da Neri Pozza. La traduzione è stata curata da Gianluca Coci. La storia descrive la vita di quattro studentesse, Toshi, Terauchi, Yuzan e Kirarin, che si preparano agli esami di ammissione all'università. I loro studi vengono disturbati dal “Vermiciattolo”, un liceale, vicino di casa di Toshi, il quale accusato di aver ucciso la madre scappa con la bicicletta e il cellulare di una di loro.

## Edizioni
- Natsuo Kirino, Real World, traduzione di Gianluca Coci, Bloom, Neri Pozza, 2009,  p. 256.